# گنبد (خوی)
گنبد، روستایی است از توابع بخش مرکزی شهرستان خوی استان آذربایجان غربی ایران.

## جمعیت
این روستا در دهستان رهال قرار داشته و بر اساس سرشماری سال ۱۳۸۵ جمعیت آن ۱۳۲ نفر (۲۷ خانوار)
بوده‌است.